# Stanisław Giełżecki
Stanisław Giełżecki ps. Marek (zginął na początku maja 1942 roku) – szef Organizacji Wojskowej „Wilki”.
Aresztowany 1 kwietnia 1942 roku, osadzony na Pawiaku.